# Гольцев, Николай Дмитриевич
Николай Дмитриевич Гольцев (1897—1942) — советский военачальник, участник Гражданской и Великой Отечественной войн. В 1941 году попал в плен, бежал из него, арестован и расстрелян органами НКВД. Посмертно реабилитирован. Генерал-майор танковых войск (4.06.1940).

## Биография
Николай Гольцев родился 12 декабря 1897 года в рабочей семье. В марте 1918 года добровольно пошёл на службу в Рабоче-Крестьянскую Красную Армию. В 1919 году вступил в партию большевиков. Участвовал в Гражданской войне на Туркестанском фронте. В должностях командира роты и батальона 7-го Туркестанского полка Гольцев участвовал в сражениях с басмаческими вооружёнными формированиями. В ноябре 1921 года Гольцев руководил обороной города Душанбе во время мятежа Данияр-бека (эфенди), поддержанного басмаческими формированиями Энвер-паши. Проявил личную храбрость, с группой бойцов освободив арестованных мятежниками товарищей. Отстоял город, за что был награждён Золотым оружием. В декабре 1922 года Гольцев возглавил оборону города Куляб.
Окончил курсы командного состава в Москве в 1924 году. В 1924—1932 годах Гольцев был командиром батальона. Окончил бронетанковые командные курсы РККА в Ленинграде в 1930 году. С 1933 года Гольцев занимал должность начальника сектора управления бронетанковыми войсками в штабе Уральского военного округа, затем командовал 14-м механизированным полком 14-й кавалерийской дивизии Киевского военного округа, автобронетанковыми войсками 8-го стрелкового корпуса. С 1938 года — начальник автобронетанковых войск Житомирской армейской группы.
Принимал участие в походе Красной Армии на Западную Украину в 1939 году в должности начальника автобронетанковых войск 5-й армии. С 1940 года Гольцев был начальником автобронетанкового управления Прибалтийского особого военного округа. 4 июня ему было присвоено звание генерал-майора танковых войск. В 1941 году Гольцев был назначен начальником автобронетанковых войск 18-й армии.
15 августа 1941 года Гольцев попал в немецкий плен. 30 августа ему удалось бежать. 14 октября 1941 года был арестован органами НКВД по обвинению в добровольной сдаче в плен. На следствии, согласно материалам дела, Гольцев сознался в этом. Имя Гольцева было внесено в «Список лиц, подлежащих суду по 1-й категории» (с применением расстрела), который 29 января 1942 года лично утверждал Сталин. 13 февраля 1942 года Гольцев в числе ещё 46 человек был приговорён ОСО при НКВД СССР к высшей мере наказания. Приговор был приведён в исполнение 23 февраля 1942 года.
17 сентября 1955 года определением ВКВС Гольцев был посмертно реабилитирован.

## Награды
- Орден Красного Знамени (13.02.1920);[4]
- Орден Красной Звезды (Бухарская НСР) 1-й степени (1923);
- Золотое оружие (1924);
- Юбилейная медаль «XX лет Рабоче-Крестьянской Красной Армии» (22.02.1938).